# Klosterstraße (Bruchsal)
Koordinaten: 49° 7′ 24,6″ N, 8° 36′ 13,4″ O

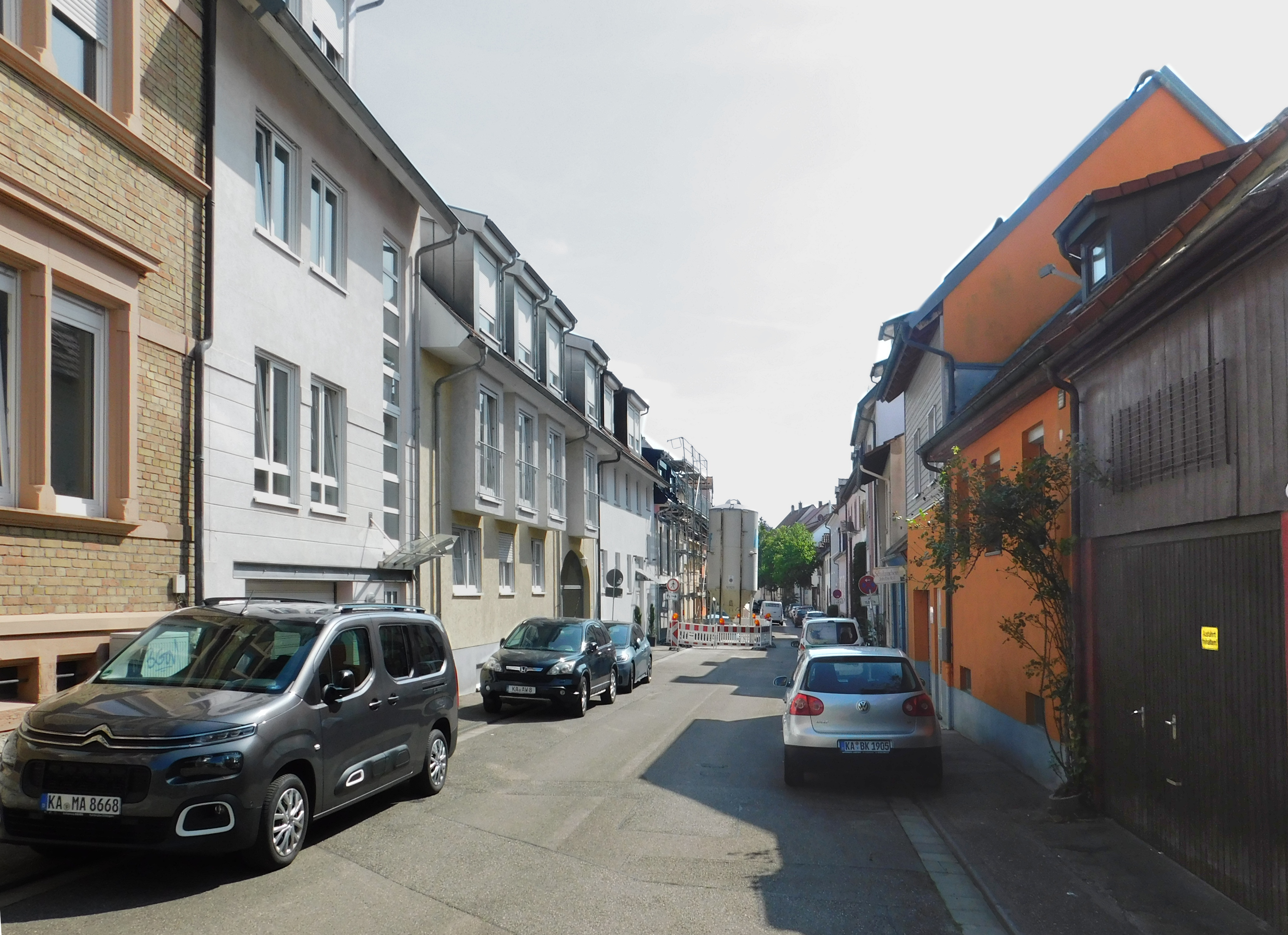
Straßenansicht

Die Klosterstraße in Bruchsal im baden-württembergischen Landkreis Karlsruhe verbindet die Württemberger Straße mit der Huttenstraße. Im Verlauf der Straße befindet sich die Nepomukbrücke. Im Volksmund wird die Straße auch Kloschtergass genannt.

## Geschichte und Namensherkunft
Benannt ist die Straße nach einem Kapuzinerkloster, das sich am Standort des heutigen Evangelischen Altenzentrums befand. Ihren jetzigen Namen hat die Straße seit dem späten 19. Jahrhundert. Mindestens bis 1879 hieß der südliche Teil nach der gleichnamigen Brücke noch Nepomukstraße. Zudem findet sich für einen Teilabschnitt in alten Stadtplänen der Name Kapuzinergasse.
Bis 2006 war die enge Klosterstraße ein fester Bestandteil des Laufweges des Bruchsaler Fastnachtumzuges. Seither wird die Straße jedoch umgegangen, da es hier mehrfach zu Kollisionen zwischen Umzugsteilnehmern und Zuschauern gekommen war.
Zusammen mit einigen anderen Straßen in der Bruchsaler Innenstadt wurde die Klosterstraße 2022 zur 30er-Zone erklärt.

## Kulturdenkmäler und Sehenswürdigkeiten

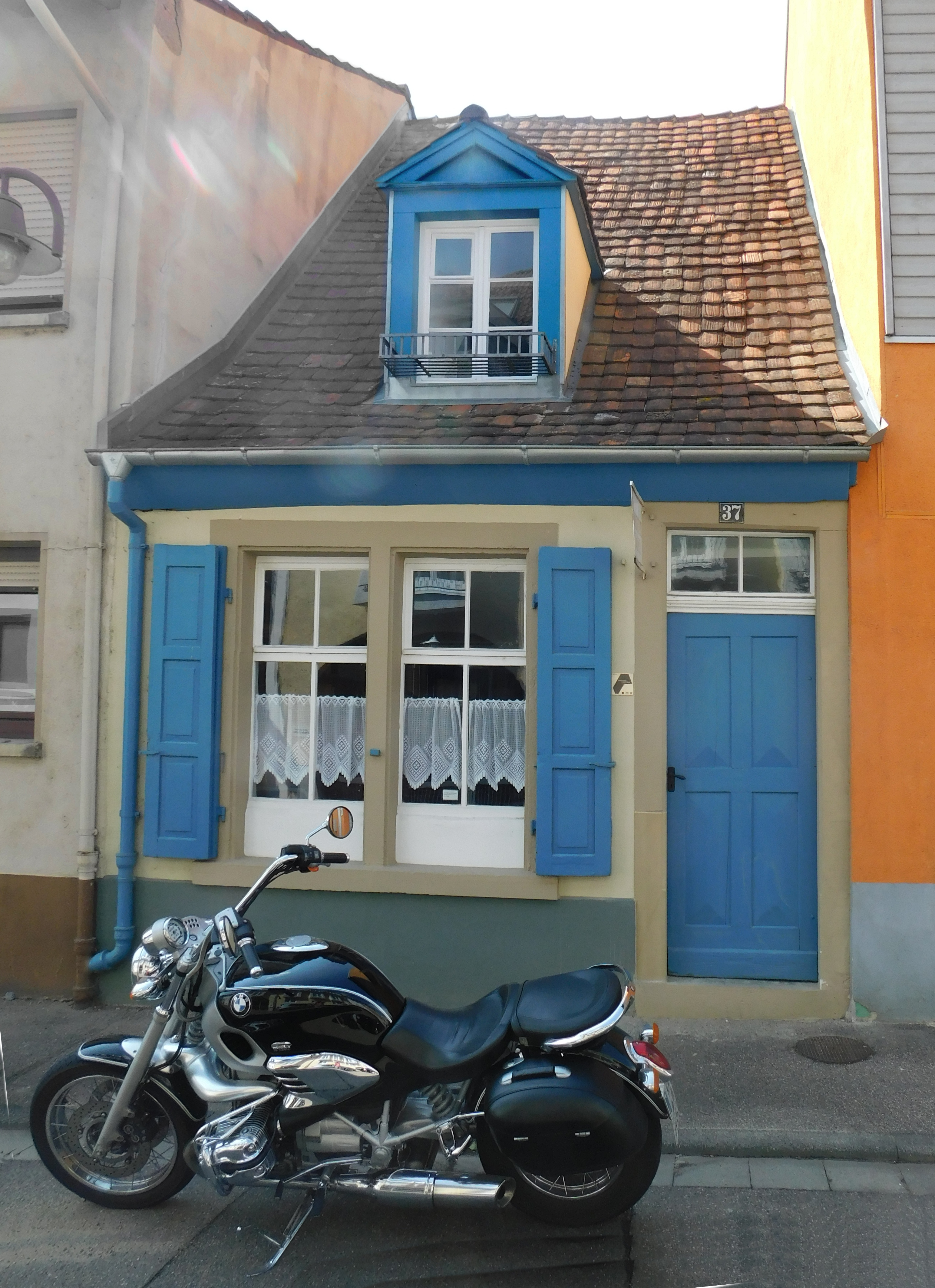
Haus Rill

Da die Straße von den Bombardierungen des Zweiten Weltkriegs verschont blieb, finden sich hier heute noch verschiedene historische Kulturdenkmäler, darunter das Gebäude an der Klosterstraße 46 sowie das Haus Schuhmacher Rill. Sie zeigen ein gutes Bild des historischen Bruchsal. In der Straße liegt zudem das Töpferstudio Alte Scheuer.
Seit 1960 hatte zumindest zeitweilig die Badische Landesbühne ihren Sitz in der Klosterstraße 6. Des Weiteren befindet sich in einer Häuserwand innerhalb der Straße eine Versteinerung von Ceratiten.

## Haus Schuhmacher Rill
Im Verlauf der Straße steht das Haus Schumacher Rill. Es ist ein straßenbildprägendes Gebäude aus dem 19. Jahrhundert. Besonderheit des Gebäudes ist die enge Lage zwischen den beiden anschließenden Gebäuden. Bis zur Jahrtausendwende gab es in dem Gebäude eine Schuhmacherei. Seit September 2010 ist das Gebäude im Besitz der Stadt Bruchsal, die es zu einem Handwerkermuseum umgestaltete: Am 21. Juni 2017 wurde das Museum eröffnet. Führungen finden auf Anfrage statt. Im März 2019 wurde das sanierte Gebäude mit dem Preis der Baukultur Kraichgau ausgezeichnet.